# James Wild (polityk)
James Wild (ur. 1977 w Norwich) – brytyjski polityk, członek Partii Konserwatywnej. Od 2019 roku poseł do Izby Gmin z okręgu North West Norfolk.

## Życiorys
Ukończył politologię na Queen Mary University of London. W latach 2012–2014 był doradcą w ministerstwie handlu i przemysłu, a następnie w ministerstwie obrony. W 2017 bez powodzenia kandydował do Izby Gmin z okręgu North Norfolk. W 2019 został doradcą premiera. W 2019 został wybrany posłem do Izby Gmin z okręgu North West Norfolk. W 2024 uzyskał reelekcję.